# Stora Gässen
Stora Gässen är en sjö i Mora kommun i Dalarna och ingår i Dalälvens huvudavrinningsområde. Sjön har en area på 0,0494 kvadratkilometer och ligger 438,1 meter över havet. Sjön avvattnas av vattendraget Hemulån. Vid provfiske har abborre och mört fångats i sjön.

## Delavrinningsområde
Stora Gässen ingår i det delavrinningsområde (676808-140942) som SMHI kallar för Inloppet i Hemulsjön. Medelhöjden är 449 meter över havet och ytan är 12,56 kvadratkilometer. Det finns inga avrinningsområden uppströms utan avrinningsområdet är högsta punkten. Hemulån som avvattnar avrinningsområdet har biflödesordning 2, vilket innebär att vattnet flödar genom totalt 2 vattendrag innan det når havet efter 344 kilometer. Avrinningsområdet består mestadels av skog (64 procent) och sankmarker (20 procent). Avrinningsområdet har 0,05 kvadratkilometer vattenytor vilket ger det en sjöprocent på 0,4 procent.